# 潘昌猷
潘昌猷（1901年1月10日—1981年1月2日），號文義。四川省仁壽縣人。民國37年（1948年）在商業團體西區當選第一屆立法委員。

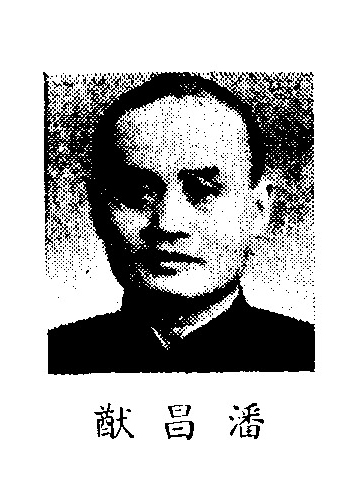

## 生平[2][3]
- 重慶商業銀行和四川省銀行總經理、重慶市立一中校長
- 重慶市參議員、重慶市政府金庫主任、重慶市財政局長、重慶市商會主席
- 制憲國民大會代表
- 民國37年（1948年），在商業團體西區當選第一屆立法委員，出席第一會期國防委員會、財政及金融委員會，1951年，以立法院第五會期未報到出席，復經查明附匪屬實，依法註銷名籍[4]
- 1949年秋偕家屬去香港，1950年初到北京，同年冬攜眷返回香港，1953年由香港去巴西里約熱內盧定居，1981年元旦病故，終年81歲。